# محمد بن سليمان لوينا
أبو جعفر محمد بن سليمان بن حبيب الأسدي البغدادي لوينا، من أئمة الحديث، وهو حافظ صدوق، كوفي الأصل نزل المصيصة، وقدم بغداد مرات، وحدث بها حديثا كثيرا، وحدث بالثغر، وبأصبهان، وطال عمره، وتفرد.مات في سنة خمس وأربعين ومائتين. وقيل في سنة ست 

## لقبه
قال محمد بن القاسم الأزدي: قال لوين: لقبتني أمي لوينا، وقد رضيت.
وقال الخطيب وغيره: كان يبيع الدواب، فيقول: هذا الفرس له لوين، فلقب بذلك.

## روايته للحديث النبوي
- سمع مالك بن أنس، وسليمان بن بلال، وحديج بن معاوية، وحماد بن زيد، وزهير بن معاوية، وأبا عوانة الوضاح، وإسماعيل بن زكريا، وعبد الرحمن بن أبي الزناد، وشريك بن عبد الله، وأبا عقيل يحيى بن المتوكل، وعطاف بن خالد، وسنان بن هارون، وحبان بن علي، وأبا الأحوص، وعبيد الله بن عمرو الرقي، ومعاوية بن عبد الكريم الضال، وخالد بن عبد الله، والوليد بن أبي ثور، وإبراهيم بن سعد، وعبد الحميد بن سليمان، وهشيم بن بشير، وإبراهيم بن عبد الملك القناد، وبقية، وابن عيينة، وخلقا.
- حدث عنه: أبو داود، والنسائي في «سننهما» وروى النسائي أيضا عن رجل عنه، وقال: هو ثقة. وروى عنه أبو القاسم البغوي، وابن صاعد، وابن أبي داود، ومحمد بن إبراهيم الحزوري، ومحمد بن شادل النيسابوري، وأحمد بن القاسم أخو أبي الليث الفرائضي، وأبو عيسى أحمد بن محمد الغراد، ومحمد بن يحيى بن منده، وخلق.